# Kahoʻolawe
Kaho‘olawe, anglicizada como Kahoolawe, é a menor das oito ilhas vulcânicas do Havaí, possuindo uma área de 115,5 km². O pico Lua Makika é o ponto mais alto da ilha, com seus 452 metros de altitude. É parte do estado norte-americano do Havaí. Não possui habitantes permanentes.